# Nossa Senhora da Glória (kommun)
Nossa Senhora da Glória är en kommun i Brasilien.   Den ligger i delstaten Sergipe, i den östra delen av landet, 1 300 km nordost om huvudstaden Brasília. Antalet invånare är 32 514.
Följande samhällen finns i Nossa Senhora da Glória:
- Nossa Senhora da Glória

Omgivningarna runt Nossa Senhora da Glória är huvudsakligen savann. Runt Nossa Senhora da Glória är det ganska glesbefolkat, med 38 invånare per kvadratkilometer.